# イエ〜ィ!!☆夏休み
「イエ〜ィ!!☆夏休み」（イエーィ なつやすみ）は、日本のダンスロックバンド・DISH//の6作目のシングル。Sony Recordsから2015年7月1日に発売された。

## 概要
- 前作『変顔でバイバイ!!』から約7ヶ月振りのリリース。
- CDは初回生産限定盤A・B、通常盤の3形態で発売。
- 表題曲「イエ〜ィ!!☆夏休み」は、大黒摩季とTUBEの春畑道哉からの楽曲提供である。
- 初回生産限定盤Aの特典DVDには、「TAKUMIが案内!? タイ観光名所巡り」を収録。
- 初回生産限定盤Bの特典DVDには、「皿 vs スラ "世界サラー級タイトルマッチ" ～2015 春編～オープニング映像」を収録。

## 収録曲

### CD
※M-1~3は全種類共通
1. イエ〜ィ!!☆夏休み
作詞：大黒摩季　作曲：春畑道哉　編曲：梅原新
2. KLAP
作詞・作曲：小倉しんこう　編曲：小倉しんこう、梅原新
3. 暮れゆく空の彼方に
作詞：ysys　作曲・編曲：T-Cher h
4. イエ〜ィ!!☆夏休み ＜Instrumental＞
  - 初回限定盤Aのみ
5. KLAP ＜Instrumental＞
  - 初回限定盤Bのみ
6. 暮れゆく空の彼方に ＜Instrumental＞
  - 通常盤のみ

### DVD

#### 初回生産限定盤A
1. 「TAKUMIが案内!? タイ観光名所巡り」

#### 初回生産限定盤B
1. 「皿 vs スラ "世界サラー級タイトルマッチ" ～2015 春編～オープニング映像」